# Teoría del apego

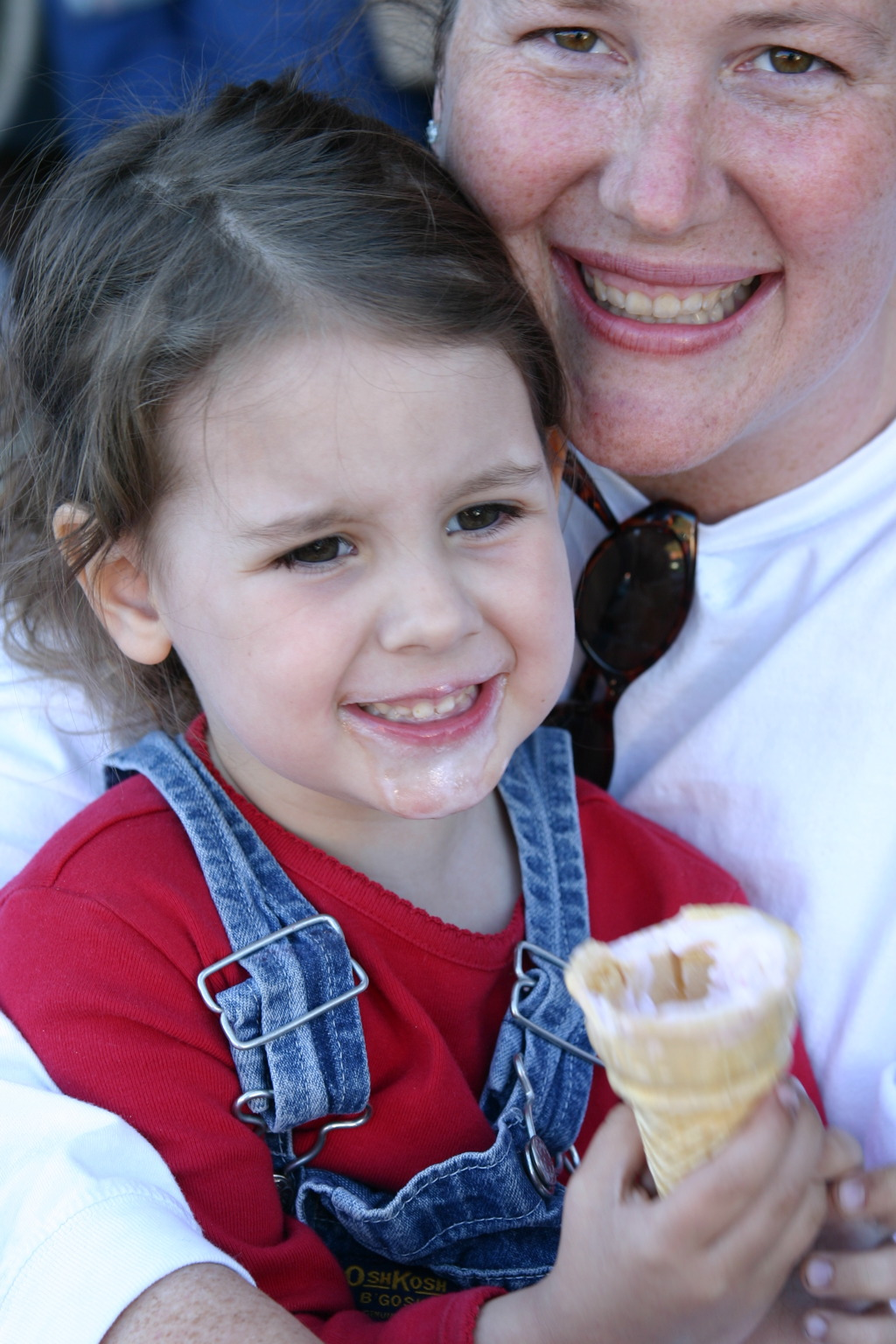
Para los bebés y niños, el «objetivo» del sistema conductual del apego es lograr o mantener la proximidad a las figuras de apego, por lo general los padres.

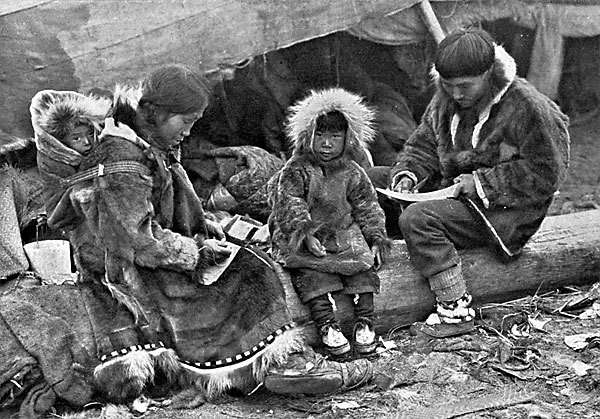
El apego es transversal en todas las comunidades humanas, aun en otros mamíferos.

La teoría del apego es la teoría que describe la dinámica de largo plazo de las relaciones entre los seres humanos. Su principio más importante declara que un recién nacido necesita desarrollar una relación con al menos un cuidador principal para que su desarrollo social y emocional se produzca con normalidad. 
La teoría del apego es un estudio interdisciplinario que abarca los campos de las teorías psicológicas, evolutivas y etológicas. Inmediatamente después de la Segunda Guerra Mundial, los huérfanos y sin hogar presentaron muchas dificultades, y la Organización de las Naciones Unidas (ONU) le pidió al psiquiatra y psicoanalista John Bowlby que escribiera un folleto sobre el tema, que él tituló privación materna. La teoría del apego surgió de su trabajo posterior sobre las cuestiones planteadas.
Los bebés se apegan a los adultos que son sensibles y receptivos a las relaciones sociales con ellos, y que permanecen como cuidadores consistentes por algunos meses durante el período de cerca de seis meses a dos años de edad. Cuando el bebé comienza a gatear y caminar, empieza a utilizar las figuras de apego (personas conocidas) como una base segura para explorar más y regresar de nuevo a ellos. La reacción de los padres lleva al desarrollo de patrones de apego y estos, a su vez, conducen a modelos internos de trabajo que guiarán las percepciones individuales, emociones, pensamientos y expectativas en las relaciones posteriores. La ansiedad por la separación o el dolor tras la pérdida de una figura de apego se considera una respuesta normal y adaptativa de un recién nacido apegado. Estos comportamientos pueden haber evolucionado debido a que aumentan la probabilidad de supervivencia del niño.
El comportamiento infantil asociado al apego es principalmente la búsqueda de la proximidad a una figura de apego. Para formular una teoría completa sobre la naturaleza de los vínculos afectivos prematuros, Bowlby exploró una variedad de campos, incluyendo la biología evolutiva, la teoría de la relación de objeto (una rama del psicoanálisis), la teoría de sistemas de control, y los campos de la etología y psicología cognitiva. Después de documentos preliminares de 1958, Bowlby publicó un estudio exhaustivo en tres volúmenes Apego, Separación y Pérdida (1969-82).
Las investigaciones realizadas por la psicóloga del desarrollo Mary Ainsworth en la década de 1960 y 70 reforzaron los conceptos básicos, introdujeron el concepto de «base segura» y desarrollaron la teoría de un número de patrones de apego en recién nacidos: apego seguro, apego inseguro-evitativo y apego inseguro-ambivalente. Posteriormente, fue identificado un cuarto padrón, el apego desorganizado.
En la década de 1980, la teoría se extendió al apego en adultos. Otras interacciones pueden ser interpretadas como componentes de la conducta de apego, que incluyen relacionamientos entre pares en cualquier franja etaria, atracción romántica y sexual y reacciones a la necesidad de cuidar del recién nacido, enfermos o ancianos.
En los albores de la teoría, los psicólogos académicos criticaron a Bowlby, y la comunidad psicoanalítica lo aisló por su alejamiento de los principios psicoanalíticos; sin embargo, la teoría del apego se convirtió, desde ese entonces, en «el abordaje dominante para entender el desarrollo social temprano, y dio origen a un gran aumento de investigación empírica sobre la formación de una estrecha relación en los niños».
Críticas posteriores a la teoría del apego se refieren al temperamento, a la complejidad de las relaciones sociales y a las limitaciones de los modelos discretos para las clasificaciones. La teoría del apego se ha modificado de manera significativa como resultado de la investigación empírica, pero, en general, los conceptos se han vuelto aceptados. La teoría del apego ha servido de fundamento de nuevas terapias y ha esclarecido las ya existentes, y sus conceptos han sido usados en la formulación de políticas y la protección social de los niños para apoyar las relaciones de vinculación de los niños.

## Apego

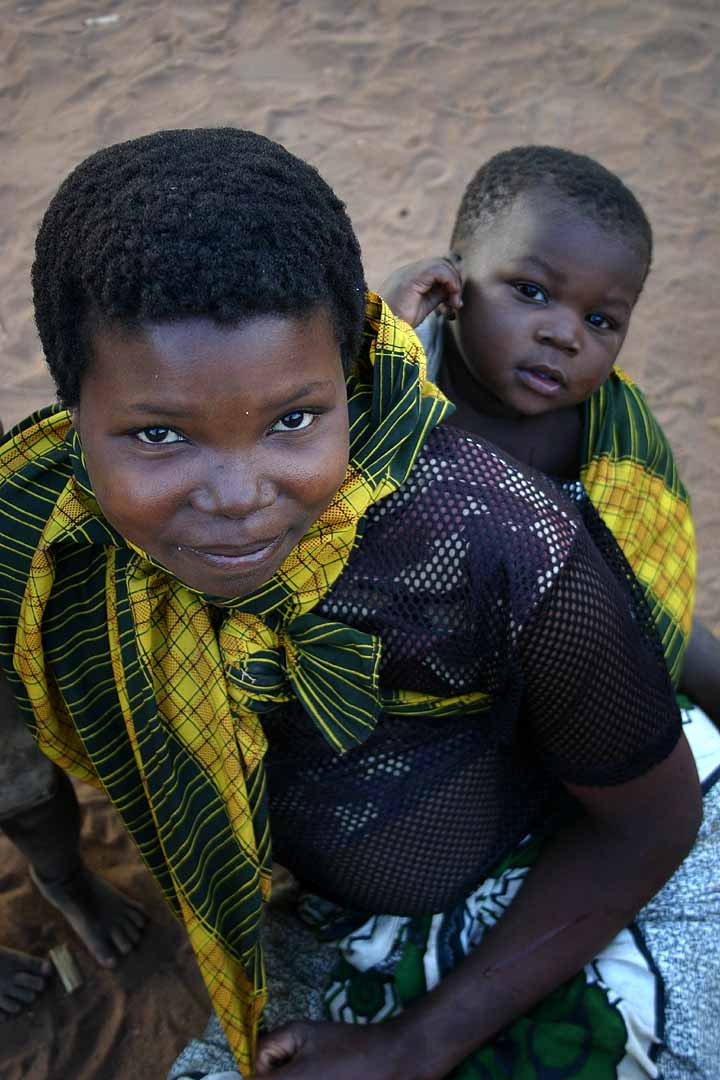
Si bien es común que la madre sea la primera figura de apego, los niños formarán vínculos con cualquier cuidador que sea sensible y receptivo a las interacciones sociales con ellos.

En la teoría, apego significa un vínculo afectivo o enlace entre un individuo y una figura de apego (por lo general un cuidador). Estos enlaces pueden ser recíprocos entre dos adultos, pero entre el niño y el cuidador se basan en las necesidades de seguridad y protección del niño, fundamentales en la infancia. La teoría propone que los niños se apegan instintivamente a quien cuida de ellos, con el fin de sobrevivir, incluyendo el desarrollo físico, social y emocional. La meta biológica es la supervivencia, y la meta psicológica es la seguridad. La teoría del apego no es una descripción exhaustiva de las relaciones humanas, ni es sinónimo de amor o afecto, aunque estos puedan indicar que existen los vínculos. En relación niño-adulto, el vínculo entre el niño se llama «apego» y el equivalente recíproco del cuidador se clasifica como «enlace de cuidado».
Los recién nacidos establecen enlaces afectivos con cualquier cuidador compatible que sea sensible y receptivo en interacciones sociales con ellos. La calidad del compromiso social es más influyente que la cantidad de tiempo invertido. La madre biológica es, normalmente, la figura principal de apego, pero el papel puede ser tomado por cualquier persona que se comporte comparativamente de una manera «maternal» durante un período. En la teoría del apego, esto significa un conjunto de comportamientos que envuelven una activa interacción social con el recién nacido y reacciones inmediatas a las señales y abordajes. Nada en la teoría sugiere que el padre, u otros, no estén igualmente susceptibles a convertirse en las principales figuras de apego, basta que ellas provean la mayor parte del cuidado y de la interacción social al niño en cuestión. Algunos bebés direccionan el comportamiento del apego (búsqueda por proximidad) a más de una figura, tan pronto como empiezan a comparar los cuidadores. La mayoría lo empiezan a practicar inconscientemente durante su segundo año. Estas cifras se organizan jerárquicamente, con la principal figura de apego en la parte superior.
El conjunto de metas del sistema de comportamiento de apego es la de mantener un vínculo con una figura de apego accesible y disponible. «Alarma» es el término usado para la activación del sistema conductual del apego causado por el miedo o el peligro. «Ansiedad» es la anticipación o el miedo de ser descartado por la figura de apego. Si la figura no está disponible o no responde, ocurre la angustia de separación. En los recién nacidos, la separación física puede causar ansiedad y rabia, seguida por tristeza y desesperación. A los tres o cuatro años de edad, la separación física no es más una amenaza a los vínculos del niño con la figura de apego. Surgen amenazas a la seguridad en los niños mayores y adultos a partir de la ausencia prolongada, interrupción en la comunicación, indisponibilidad emocional o signos de rechazo o abandono.

### Comportamientos

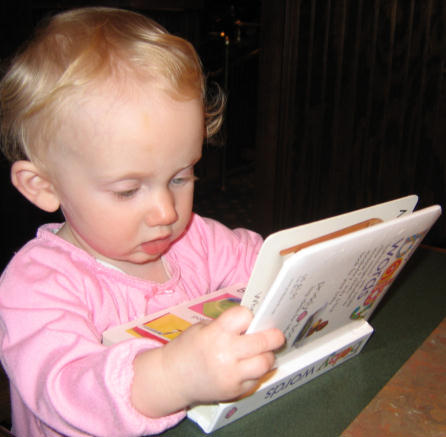
Los patrones de apego inseguro pueden comprometer la explotación y la conquista de la autoconfianza. Un bebé con patrones de apego seguro es libre para concentrarse en su medio ambiente.

El sistema conductual del apego sirve para mantener o lograr una mayor proximidad a la figura de apego. Los comportamientos pre-apego se producen en los primeros seis meses de vida. Durante la primera fase (las primeras ocho semanas), los niños sonríen, balbucean y lloran para atraer la atención de los cuidadores. Aunque los niños de esta edad aprendan a diferenciar los cuidadores, estos comportamientos están dirigidos a cualquier persona que esté cerca. Durante la segunda fase (dos a seis meses), el bebé aumenta su capacidad para discriminar entre adultos conocidos y desconocidos, por lo que es más receptivo al cuidador; seguir y asegurarse se añaden a la gama de comportamientos. El apego claro y cierto se desarrolla en la tercera fase, de entre seis meses y dos años. El comportamiento del bebé en relación con el cuidador se organiza sobre la base de un comportamiento intencional para lograr las condiciones que lo hagan sentirse seguro. Al final del primer año, el bebé es capaz de demostrar una serie de comportamientos de apego destinadas a mantener la proximidad. Estos se manifiestan como protesta contra la partida del cuidador, saludando a su regreso, aferrándose a él cuando se asusta y le acompañará cuando pueda. Con el desarrollo de la locomoción, el bebé comienza a usar el cuidador o cuidadores como una base segura para explorar. La exploración del bebé es mayor cuando el cuidador está presente, debido a que su sistema de apego está relajado y libre de explorar. Si el cuidador está inaccesible o no responde, la conducta de apego se muestra con más fuerza.
La ansiedad, el miedo, la enfermedad y la fatiga provocarán en el niño un aumento de los comportamientos de apego. Después del segundo año, cuando el niño comienza a ver al cuidador como una persona independiente, se forma una asociación corregida por objetivos más complejos. Los niños empiezan percibir objetivos y los sentimientos de los demás y planifican sus acciones en consecuencia. Por ejemplo, mientras que los recién nacidos lloran por el dolor, los bebés de dos años lloran para llamar a sus cuidadores, y si eso no funciona, lloran más fuerte, se callan o van tras el cuidador.

### Principios
Los comportamientos de apego y las emociones humanas son adaptables. La evolución humana trajo como consecuencia la selección de los comportamientos sociales que hacen la supervivencia del individuo o del grupo más probable. El comportamiento de apego más comúnmente observado en niños de brazos que están cerca de personas familiarizadas tendrían ventajas claras en el ambiente de la adaptación primitiva, y tiene esas ventajas hoy en día. Bowlby consideró el entorno de adaptación primitiva similar a las actuales sociedades cazadoras-recolectoras. Existe una ventaja de supervivencia en la capacidad de percibir condiciones potencialmente peligrosas, tales como la ignorancia, la soledad o la aproximación rápida. Según Bowlby, la búsqueda de la proximidad a la figura de apego frente a la amenaza es el objetivo del sistema conductual del apego.
El sistema de apego es muy robusto y los humanos jóvenes crean vínculos con facilidad, incluso en circunstancias nada ideales. A pesar de esta robustez, una separación significativa de un cuidador conocido –o cambios frecuentes de cuidadores que impiden el desarrollo del apego– pueden resultar en psicopatologías en algún punto futuro en la vida. Los recién nacidos en sus primeros meses no tienen preferencia por sus padres biológicos o por extraños. Las preferencias por ciertas personas, además de los comportamientos que soliciten su atención y cuidado, son desarrolladas durante un período considerable de tiempo. Cuando un recién nacido se irrita por su separación del cuidador, esto indica que el enlace afectivo ya no depende de la presencia del cuidador, sino que es de naturaleza permanente.

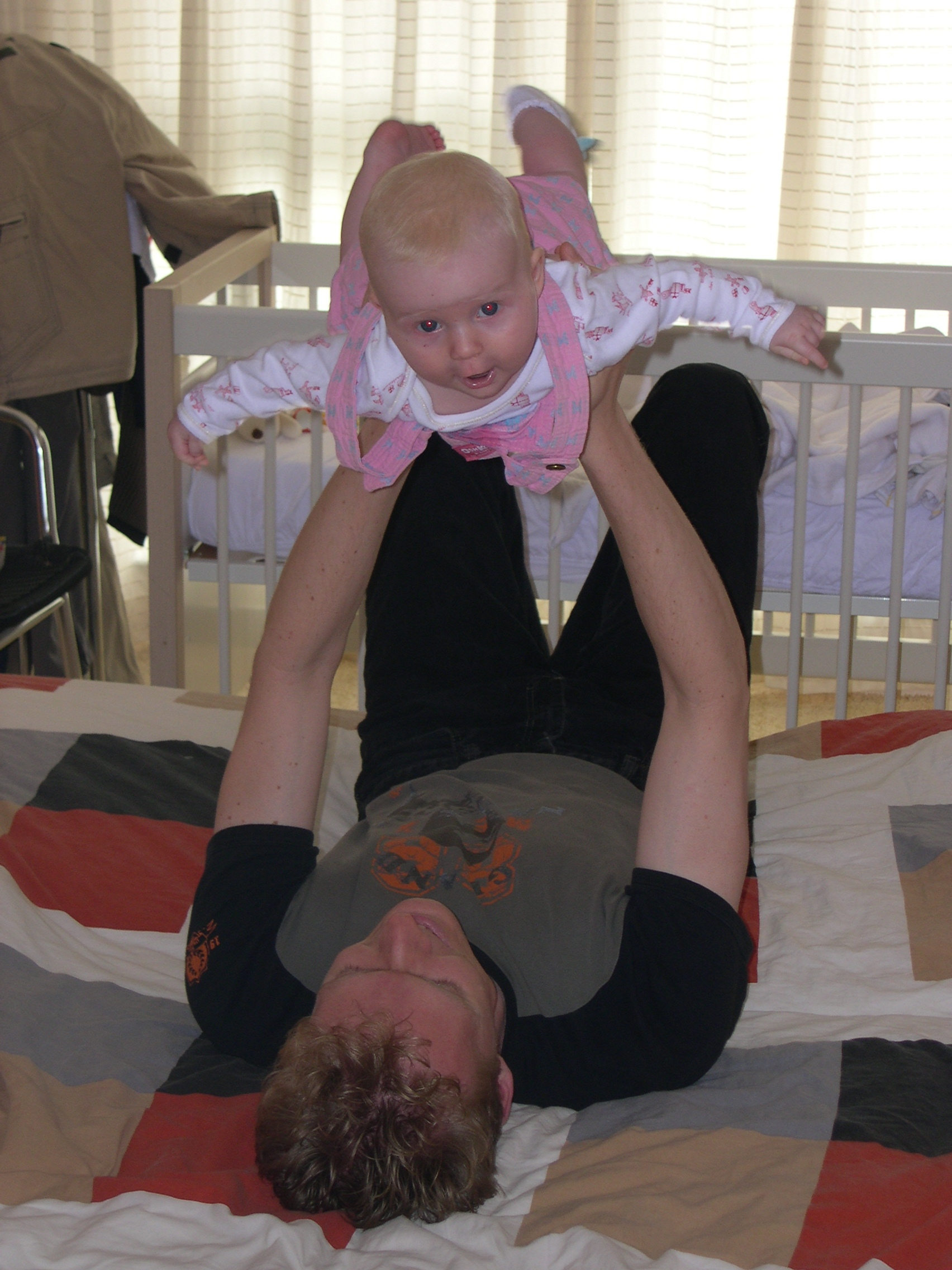
Las experiencias prematuras con los cuidadores dan como consecuencia la aparición progresiva de un sistema de pensamientos, recuerdos, creencias, expectativas, emociones y comportamiento acerca de sí mismo y de los otros.

El período crítico de Bowlby, que va desde los seis meses a dos o tres años, ha sido modificado para un abordaje menos radical. Hay un período sensible durante el cual es muy deseable desarrollar vínculos selectivos, pero este período es más grande y el efecto es menos fijo e irreversible que el propuesto originalmente. Con más investigación, los autores, examinando la teoría del apego, han evaluado que el desarrollo social se ve afectada tanto por las relaciones iniciales como posteriores. Los primeros pasos en la vinculación se producen más fácilmente si el recién nacido tiene un cuidador, o el cuidado ocasional de un pequeño número de otras personas. Según Bowlby, casi desde el principio, muchos niños tienen más de una figura a quién ellas dirigen el comportamiento de apego. Estas cifras no son tratadas de la misma manera, para un niño, hay una fuerte tendencia en dirigir el comportamiento de apego a una persona en particular, principalmente. Bowlby utiliza el término "«monotropia» para describir esta tendencia. Los investigadores y teóricos han abandonado este concepto en la medida en que puede ser tomado en el sentido de que el relacionamiento con la figura especial difiere cualitativamente de aquel con otras figuras. Por el contrario, el pensamiento actual postula la existencia de jerarquías definidas de relacionamientos.
Las experiencias prematuras con los cuidadores dan gradualmente origen a la aparición progresiva de un sistema de pensamientos, recuerdos, creencias, expectativas, emociones y conductas sobre sí mismo y los demás. Este sistema, llamado «modelo interno de funcionamiento de relaciones sociales», continúa desarrollándose con el tiempo y la experiencia. Los modelos internos regulan, interpretan y predicen la relación entre el comportamiento de unión en sí mismo y en la figura de apego. A medida que ellas se desarrollan de acuerdo con los cambios en su medio ambiente y desarrollo, incorporan la capacidad de reflexionar y comunicarse sobre las relaciones de apego pasadas y futuras. Ellos permiten que los niños jueguen con los nuevos tipos de interacciones sociales, sabiendo, por ejemplo, que un recién nacido deben ser tratado de manera diferente que un niño mayor, o las interacciones con los maestros y los padres comparten características. Este modelo interno de trabajo continúa desarrollándose hasta la edad adulta, ayudando a hacer frente a las amistades, el matrimonio y la paternidad, los cuales implican diferentes comportamientos y sentimientos. El desarrollo del apego es un proceso transitorio. Los comportamientos específicos de apego comienzan con conductas predecibles aparentemente innatas, en la infancia. Ellos cambian con la edad de maneras que se determinan, en parte, por la experiencia y, en parte por factores situacionales. Como las conductas de apego cambian con la edad, lo hacen de maneras moldeadas por las relaciones. El comportamiento de un niño cuando se une con su cuidador está determinado no solo por cómo el cuidador ha tratado al niño antes, sino también por la historia de los efectos que el niño tiene sobre el cuidador.

## Cambios en apego durante la infancia y la adolescencia
Continuamente la edad, el desarrollo cognitivo y la experiencia social promueven el desarrollo y la complejidad del modelo interno de trabajo. Las conductas de apego del período recién-nacido/niño de pecho pierden algunas de sus características típicas y asumen las tendencias relacionadas con la edad. El período preescolar implica el uso de la negociación y gangas. Por ejemplo, los niños de cuatro años se angustian por la separación, si ellos y sus cuidadores ya han negociado un plan común para la separación y reunión.

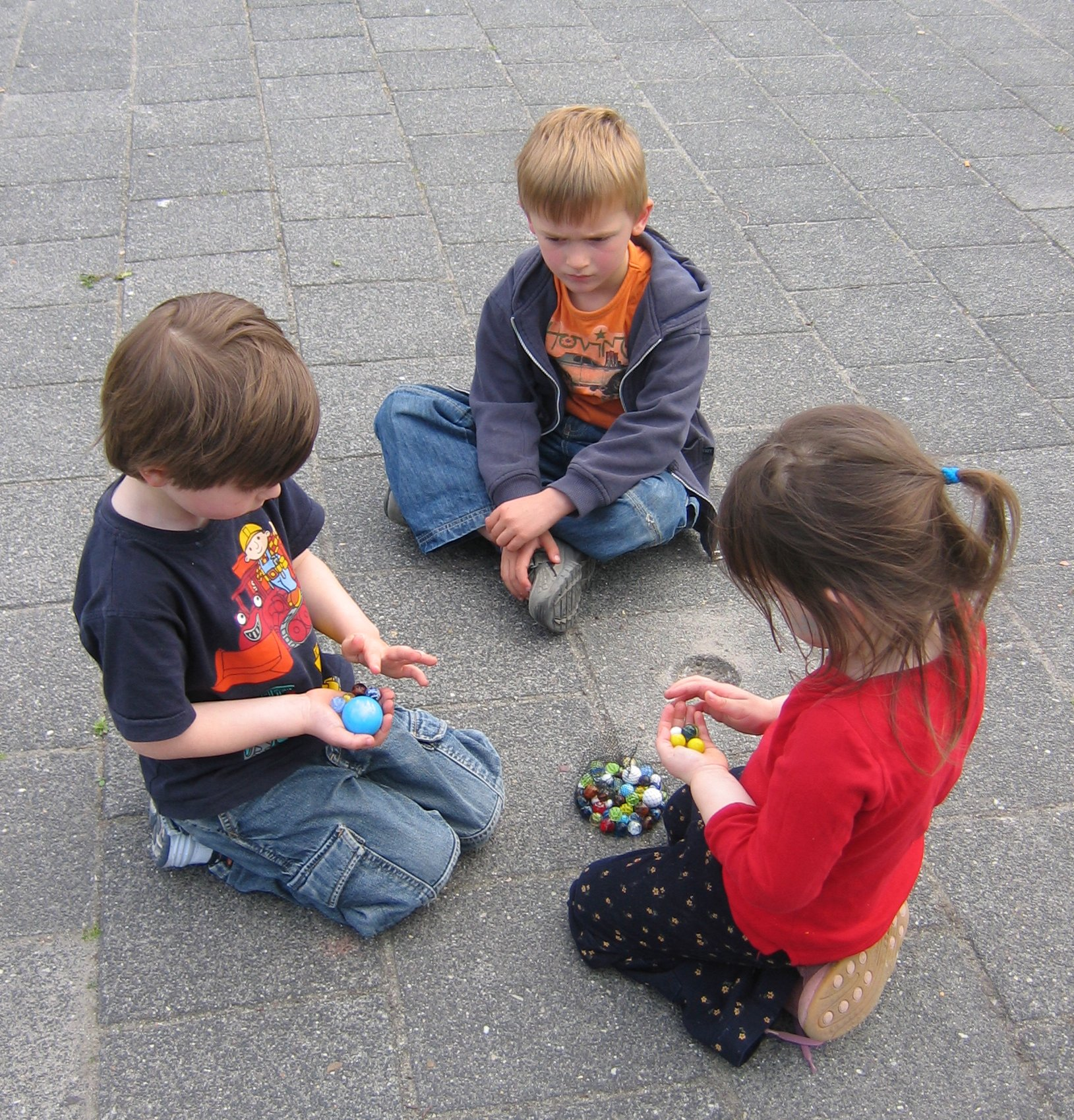
Los compañeros se vuelven importantes en la infancia media y tienen una influencia distinta de los padres.

Idealmente, estas habilidades sociales son incorporadas por el modelo interno de funcionamiento para ser usados con otros niños y, más tarde, con pares adultos. Cuando los niños mudan a los años de la escuela en torno a seis años de edad, la mayoría desarrolla una asociación corregida meta con los padres, en la que cada participante está dispuesto a ceder con el fin de mantener una relación gratificante. Durante la tercera infancia (7-11 años), la meta del sistema conductual del apego cambia de proximidad a la figura de apego a la disponibilidad. Generalmente, un niño queda satisfecho con largas separaciones, con la condición de que el contacto —o la capacidad para reunirse físicamente, si es necesario— estén disponibles. Las conductas de apego, como aferrarse y seguir al cuidador disminuye y aumenta la autoconfianza. Durante la tercera infancia, puede haber un cambio en relación con la corregulación mutua de base segura en el que cuidador y el niño negocian métodos de mantener una comunicación y supervisión, mientras el niño se mueve hacia un mayor grado de independencia.
En la primera infancia, las figuras paternas permanecen como el centro del mundo social del niño, aunque pasen largos períodos de tiempo sobre cuidado alternativo. Esto disminuye gradualmente, sobre todo durante la entrada del niño en la educación formal. Los modelos de apego de la escuela de los niños pequeños suelen ser evaluados en relación con las cifras concretas, como los padres y otros cuidadores. Parece que hay limitaciones en el pensamiento de los niños que restringen su capacidad para integrar las experiencias de relación en un único modelo general. En general, los niños comienzan a desarrollar un único modelo general de las relaciones de apego en la adolescencia, aunque esto ya se puede producir en la tercera infancia.
Las relaciones con los pares tienen una influencia en el niño que es distinta de la relación padre-hijo, aunque este último pueda influenciar en la forma de la relación del niño con sus semejantes. Aunque sus compañeros se vuelvan importantes en la infancia media, la evidencia sugiere que no se convierten en una figura de apego, aunque los niños puedan dirigir las conductas de apego a sus compañeros, si las figuras parentales no están disponibles. Las relaciones con los compañeros tienden a surgir en la adolescencia, aunque los padres sigan siendo figuras de apego. Con los adolescentes, el papel de las figuras parentales es estar disponible cuando sea necesario, mientras que el adolescente hace excursiones al mundo exterior.

## Postulados de apego
Gran parte de la teoría del apego fue esclarecida por la metodología innovadora y los estudios observacionales de Mary Ainsworth, particularmente aquellos realizados en Escocia y Uganda. El trabajo de Ainsworth amplió los conceptos de la teoría y permitió tests empíricos de sus principios. Usando la formulación inicial de Bowlby, realizó una investigación observacional con pares padre/madre-bebé (o díada) durante el primer año del niño, combinando extensas visitas a domicilio con el estudio del comportamiento en situaciones particulares. Esta investigación inicial fue publicada en 1967 en un libro titulado Infancy in Uganda (Infancia en Uganda). Ainsworth identificó tres estilos de apego, o patrones, que un niño puede tener con las figuras de apego: seguro, evitativo (inseguro) y ambivalente o resistente (inseguro). Ella desarrolló un procedimiento conocido como el Protocolo de Situación Extraña como la parte de laboratorio de su estudio más amplio, para evaluar el comportamiento de la separación y reencuentro. Esta es una herramienta de investigación estandarizada que se utiliza para evaluar los patrones de apego en bebés y niños en brazos. Al crear tensiones diseñados para activar la conducta de apego, el procedimiento pone de manifiesto cómo los niños pequeños usan a su cuidador como fuente de seguridad. El cuidador y el niño se colocan en un cuarto de juegos familiar, mientras que un investigador registra comportamientos específicos, observando a través de un espejo unidireccional. En ocho episodios diferentes, el niño experimenta separación / reunión con el cuidador y la presencia de un extraño desconocido.
El trabajo de Ainsworth atrajo a muchos estudiosos en este campo en los Estados Unidos, inspirando investigaciones y desafiando el dominio del conductismo. Las investigaciones posteriores realizadas por Mary Main y sus colegas de la Universidad de California en Berkeley identificaron un cuarto patrón de vinculación, llamado apego desorganizado / desorientado. El nombre refleja la falta de una estrategia coherente para hacer frente a estos niños.
El tipo de apego desarrollado por los recién nacidos depende de la calidad de la atención que reciben. Cada patrón de apego está asociado a un cierto patrón de comportamiento característico, como se describe en la siguiente tabla:
| Patrón de apego        | Niño | Cuidador |
| ---------------------- | --- | --- |
| Seguro                 | Utiliza el cuidador como una base segura para la exploración. Protesta contra la partida del cuidador y busca proximidad, y es consolado por su retorno, volviendo a la exploración. Puede ser consolado por extraños, pero muestra una clara preferencia por el cuidador. | Reacciona de forma apropiada, rápida y consistente a las necesidades. El cuidador formó, con éxito un vínculo paternal seguro con el niño.                                                             |
| Ansioso                | Ceñido, incapaz de hacer frente a las ausencias del cuidador. Busca garantías constantemente. | Excesivamente protector del niño. No puede permitir la toma de riesgos y dar paso hacia la independencia.                                                                                              |
| Ambivalente/Resistente | No se puede utilizar el cuidador como una base segura, buscando la proximidad antes de que ocurra la separación. Se irrita con la separación con ambivalencia, rabia, renuencia a acurrucarse al cuidador y enseguida volver a jugar. Se preocupa por la disponibilidad del cuidador, buscando contacto, pero resistiendo furiosamente cuando es alcanzado. No es aliviada fácilmente por extraños. En este relacionamiento, el niño siempre se siente ansioso porque la disponibilidad del cuidador nunca es consistente. | Inconsistente entre las respuestas apropiadas y negligentes. Por lo general, reacciona solo después de aumento de la conducta de apego del recién nacido.                                              |
| Evitativo              | Poco intercambio afectivo en el juego. Poca o ninguna irritación con la salida, poca o ninguna respuesta visible al volver, ignorando o alejándose sin ningún esfuerzo para mantener contacto, se asegura. Trata al extraño de manera similar al cuidador. El niño siente que no hay apego, por lo tanto el niño es rebelde y tienen baja autoimagen y autoestima. | Pequeña o ninguna a la irritación del niño. Desalienta el lloro y alienta la independencia. |
| Desorganizado          | Vuelven los estereotipos como si tuviera frío o se balanceara. La falta de una estrategia coherente de apego demuestra comportamientos contradictorios y / o confundidos, cómo acercarse, pero con el rostro boca abajo. | Comportamiento asustado o asustador, intrusión, retiro, negatividad, confusión de roles, errores de comunicación afectiva y los malos tratos. Muy a menudo asociado a muchas formas de abuso infantil. |

La presencia de un vínculo se diferencia por su calidad. Los recién nacidos forman vínculos si hay alguien para interactuar con ellos, incluso si son maltratados. Las diferencias individuales en las relaciones reflejan la historia de la atención, ya que los bebés comienzan a predecir el comportamiento de los cuidadores a través de las repetidas interacciones. El foco es la organización (estándar) en lugar de la cantidad de conductas de apego. Los patrones de apego inseguro no son ideales, pues ellos pueden comprometer la exploración, la autoconfianza y el conocimiento más profundo del ambiente. Sin embargo, los patrones de inseguridad también son adaptativos, ya que son reacciones apropiadas a la indiferencia del cuidador. Por ejemplo, en el patrón de evitación, para minimizar las expresiones de unión, incluso bajo condiciones de amenaza leve, evitará alejar a los cuidadores que ya están rechazados, dejando, así, la posibilidad de respuesta en el caso de que surja una amenaza más grave.
Cerca del 65 % de los niños en la población en general pueden ser clasificados teniendo un patrón de apego seguro, con el 35 % restante se divide entre las clasificaciones inseguras. Las investigaciones recientes han tratado de comprobar hasta qué punto la clasificación de apego parental predice la clasificación de sus hijos. Las percepciones de los padres de sus propios vínculos en infancia fueron utilizados para predecir la clasificación de sus hijos en el 75 % del tiempo.
A corto plazo, la estabilidad de las clasificaciones de apego es alta, pero, a largo plazo, se hace más pequeña. Parece que la estabilidad de la clasificación está conectada a la estabilidad en las condiciones de cuidado inferido. Los eventos estresantes o negativos —como la enfermedad, la muerte, el abuso o el divorcio— se asocian a los patrones de inestabilidad de la infancia al comienzo de la edad adulta, particularmente de seguro a inseguro.
Por otra parte, estas dificultades reflejan, algunas veces, levantamientos en la vida privada de las personas, que pueden cambiar. En ocasiones, las reacciones de los padres cambian con el desarrollo del niño, cambiando también la clasificación de inseguro a seguro. Las transformaciones fundamentales pueden y toman lugar después del período crítico inicial. Los niños abusados o descuidados físicamente son menos propensos a desarrollar apegos seguros, y sus clasificaciones inseguras tienden a persistir a lo largo de los años preescolares. La negligencia está asociada únicamente a las organizaciones inseguras, y las tasas de apego desorganizado están marcadamente elevadas en los recién nacidos maltratados.
Esta situación se complica por las dificultades en la evaluación de la clasificación del apego en los grupos de mayor edad. El procedimiento de la situación extraña es solo para las edades de tan solo 12 a 18 meses; hay versiones adaptadas para los niños en edad preescolar. Se han desarrollado técnicas para permitir la determinación verbal del estado mental del niño con respecto a la vinculación. Un ejemplo es la «historia estándar» en el que un niño se le da el comienzo de una historia que plantea cuestiones de fianza y se le pide que la complete. Para niños mayores, adolescentes y adultos, se utilizaron entrevistas semi-estructuradas, en las que el tipo de contenido retransmitido puede ser tan importante como el contenido mismo. Sin embargo, no existen medidas validadas sustancialmente de unión para la niñez media y la preadolescencia (aproximadamente 7-13 años de edad).
Algunos autores han cuestionado la idea de que una taxonomía de categorías que representan una diferencia cualitativa en las relaciones de apego pueda ser desarrollada. El análisis de datos de 1139 niños de 15 meses de edad mostró que la variación en patrones de apego era continua en lugar de agrupada. Esta crítica se introduce preguntas importantes para las tipologías de fijación y los mecanismos detrás de los tipos aparentes. Sin embargo, tiene relativamente poca importancia para la fijación de la teoría en sí, que «no exige ni predice patrones discretos de apego».

### Significado de los patrones de apego
Existe un amplio cuerpo de investigaciones que demuestran una asociación significativa entre las organizaciones del apego y el propósito de los niños en diversos campos. El apego inseguro prematuro no prevé, necesariamente, dificultades, pero es una inadecuación para el niño, sobre todo si las conductas parentales similares continúan durante toda la infancia. Comparado con el ajuste de los niños con apego seguro, los niños con apego inseguro no está tan bien apoyados en muchos ámbitos de la vida, colocando sus relaciones futuras en peligro. Aunque la conexión no esté totalmente establecida por la investigación y haya otras influencias, además del apego, los recién nacidos seguros son más propensos a ser socialmente competentes que sus pares inseguros. Las relaciones formadas con semejantes influencian la adquisición de habilidades sociales, el desarrollo intelectual y la formación de la identidad social. La clasificación del estado (popular, descuidado o rechazado) de los niños ha sentado las bases para la predicción de ajuste posterior. Los niños inseguros, sobre todo los evitativos, son especialmente vulnerables al riesgo de familia. Los problemas sociales y de comportamiento aumentan o disminuyen con el deterioro o mejora de la atención de sus padres. Sin embargo, un apego seguro prematuro parece tener una función protectora duradera. Así como la vinculación a figuras paternas, las experiencias posteriores pueden alterar el curso del desarrollo.
El patrón más preocupante es el apego desorganizado. Alrededor del 80 % de los recién nacidos que sufrieron maltrato son susceptibles de ser clasificados como desorganizados, en contraposición al 12 % encontrados en grupos que no sufrieron maltrato. Solo alrededor del 15 % de los recién nacidos que sufrieron maltrato son propensos a ser clasificados como seguros. Los niños con un patrón desorganizado en la infancia tienden a mostrar, en las relaciones, claros patrones de disturbio. A continuación sus relaciones con sus pares, muchas veces, se caracterizan por el patrón de la agresión y retirada llamado «reacción de lucha o huida». Estos niños tienen más probabilidades de convertirse en padres que maltratan. Una minoría de estos niños no tienen, en lugar de lograr vínculos seguros, una buena relación con sus compañeros y estilo paterno no abusivo. La relación entre el apego inseguro, sobre todo la clasificación desorganizada, y el surgimiento de psicopatología en la infancia está bien establecida, aunque un factor de riesgo no específico para problemas futuros, no una patología o una causa directa de patología en sí. En el aula, al parecer, los niños ambivalentes tienen un mayor riesgo de trastornos de internalización, y los niños desorganizados y evitativos, externalización de trastornos.
Una explicación para los efectos de las clasificaciones de apego prematuro puede estar en el mecanismo interno de funcionamiento. Los modelos internos no son solo «imágenes», sino también se refieren a los sentimientos despertados. Ellos permiten a la persona anticipar e interpretar el comportamiento del otro y planificar una reacción. Si un recién nacido percibe a su cuidador como una fuente de seguridad y apoyo, es más propenso a desarrollar una autoimagen positiva y espera reacciones positivas de los otros. Por otro lado, un niño que pasa con un cuidador por una relación de abuso, puede internalizar una autoimagen negativa y generalizar las expectativas negativas en otras relaciones. Los modelos internos de funcionamiento en los cuales el comportamiento de apego está basado muestran un grado de continuidad y estabilidad. Los niños son propensos a caer en las mismas categorías que los cuidadores primarios, lo que indica que los modelos de los cuidadores afectan a la forma de relacionarse con sus hijos. Bowlby creía que los primeros modelos formados son más propensos a persistir porque existen en el subconsciente. Estos modelos no son, sin embargo, impermeables al cambio, dadas experiencias de relacionamiento, una minoría de los niños tienen diferentes clasificaciones de apego con diferentes cuidadores.
Existe cierta evidencia de que las diferencias de género en patrones de apego de significancia adaptable comienzan a emerger en la infancia media. El apego inseguro y el estrés psicosocial prematuro indican la presencia de un riesgo en torno al niño (pobreza, enfermedad mental, inestabilidad, estatus de minoría, violencia, por ejemplo). Esto tiende a facilitar el desarrollo precoz de estrategias de reproducción. Sin embargo, diferentes patrones son valores adaptativos diferentes para hombres y mujeres. Los niños inseguros del sexo masculino tienden a adoptar estrategias de evitación, mientras que las del sexo femenino tienden a adoptar estrategias de ansiedad/ambivalencia, a menos que estén en un ambiente de alto riesgo. Se sugiere que la adrenarquia es un mecanismo endócrino subyacente a la reorganización de apego inseguro en la tercera infancia.

## Apego en adultos
Al final de los años 1980, Cindy Hazan y Phillip Shaver extendieron la teoría del apego a las relaciones románticas adultas. Se identificaron cinco estilos de apego en los adultos: seguro, ansioso, preocupado, evitativo-independiente y con miedo-evitación. Ellos corresponden aproximadamente con las calificaciones de los recién nacidos: seguro, inseguro-ambivalente, inseguro-evitativo y desorganizado/desorientado.
Los adultos con apego seguro tienden a tener una visión más positiva de sí mismos, sus parejas y sus relaciones. Se sienten cómodos con la intimidad y la independencia, equilibrando los dos. Los adultos preocupados-ansiosos buscan mayores niveles de intimidad, aprobación y respuesta de la pareja, volviéndose excesivamente dependientes. Ellos tienden a ser menos confiados, tienen una visión menos positiva de sí mismos y de sus parejas, y pueden presentar altos niveles de expresividad emocional, preocupación e impulsividad en sus relaciones. Los adultos desapegados-evitativos desean un alto nivel de independencia, muchas veces evitando el apego por completo. Ellos se ven a sí mismos como autosuficientes, invulnerables a los sentimientos de apego y sin necesidad de relaciones cercanas. Tienden a reprimir sus sentimientos, que trata de rechazo, distanciándose de sus parejas de quien por lo general tienen una visión negativa. Por último, los adultos asustados-evitativos tienen sentimientos encontrados sobre las relaciones, tanto deseantes cuando se siente incómodos con la intimidad emocional. Ellos tienden a desconfiar de sus compañeros y se ven a sí mismos como algo sin valor. Como los despegados-evitativos, los asustados-evitativos tienden a buscar menos intimidad, suprimiendo sus sentimientos.

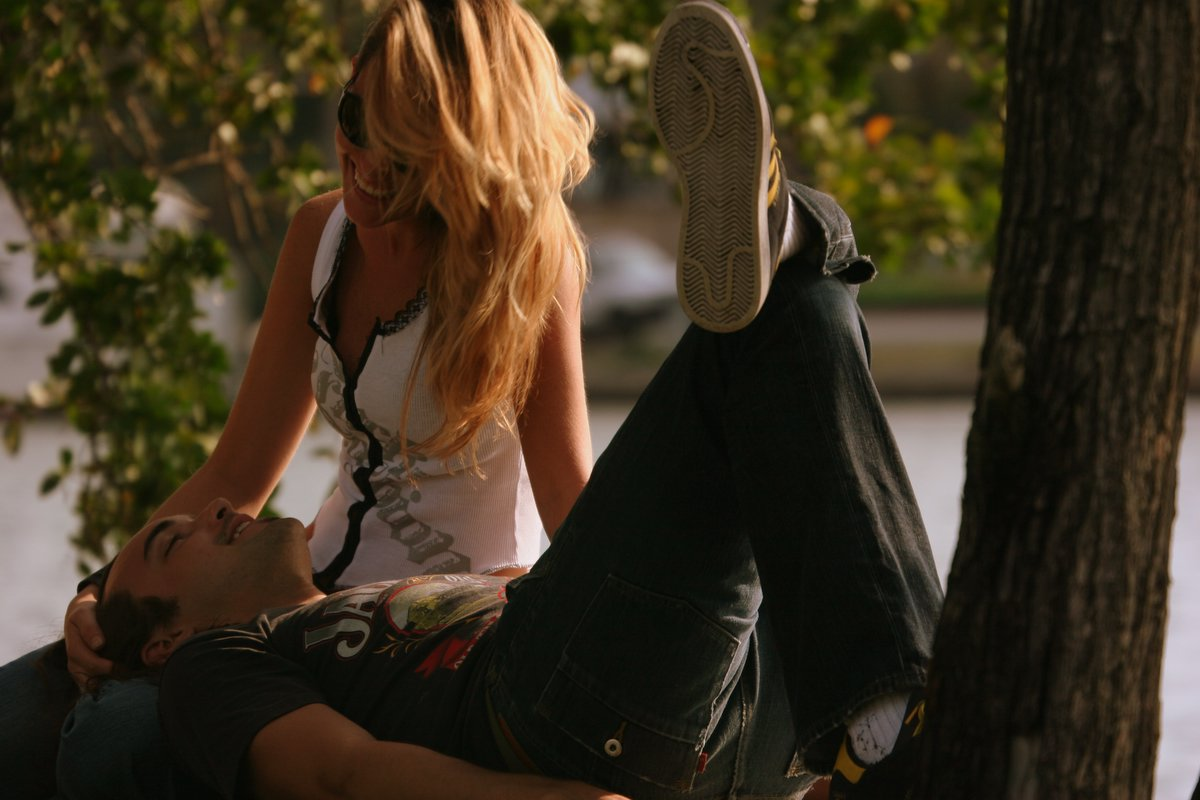
Estilos de apego en las relaciones románticas adultas corresponden aproximadamente a los estilos de apego en los niños, pero los adultos pueden mantener diferentes modelos de trabajo internos para diferentes relaciones.

Se han estudiado dos aspectos principales de apego en adultos. La organización y estabilidad de los modelos de trabajo mentales que sustentan los estilos de apego son explorados por los psicólogos sociales interesados en las relaciones románticas. Los psicólogos interesados en el desarrollo del estado mental de la persona con respecto al apego generalmente investigan cómo funciona el apego en la dinámica de la relación y su impacto en el resultado de la relación. La organización de los modelos mentales de funcionamiento es más estable, mientras que el estado mental de la persona con respecto al apego fluctúa más. Algunos autores han sugerido que los adultos no mantienen un conjunto único de modelos de funcionamiento. En cambio, en un nivel que tienen un conjunto de reglas y suposiciones acerca de las relaciones de apego en general. En otro nivel ellos mantienen información sobre las relaciones o eventos específicos. La información sobre los diferentes niveles no necesita ser coherente. Los individuos, por lo tanto, pueden mantener diferentes modelos para cada relación.
Hay una serie de diferentes medidas de vinculación en adultos, las más comunes son los cuestionarios de autoinforme y las entrevistas codificadas sobre la base de la Entrevista de Apego del Adulto. Las numerosas medidas se desarrollaron principalmente como herramientas de investigación, por ejemplo, relaciones amorosas, parentales o entre compañeros. Algunos clasifican el estado mental de un adulto con relación al apego y a sus normas por referencia a las experiencias de la infancia, mientras que otros evalúan los comportamientos en las relaciones y la seguridad en relación con los padres y semejantes.

## Historia

### Primeras teorías
El concepto de apego emocional de los bebés a los cuidadores se conoce de manera informal durante cientos de años. Desde finales del siglo XIX, los psicólogos y psiquiatras sugirieron las teorías sobre la existencia o la naturaleza de las relaciones tempranas. La teoría freudiana inicial tiene poco que decir acerca de la relación del niño con su madre, solo postulando que el pecho era un objeto de amor. Los freudianos atribuyen los intentos del bebé de acercarse a una persona conocida a la motivación aprendida a través de la alimentación y la satisfacción de los impulsos libidinales. En la década de 1930, el psicólogo del desarrollo británico Ian Suttie sugirió que la necesidad de afecto del niño era una necesidad primaria, y no basada en el hambre o de otras satisfacciones físicas. William Blatz, psicólogo y profesor de la canadiense Mary Ainsworth, también destacó la importancia del desarrollo social. Blatz propone que la necesidad de seguridad era parte del carácter normal, así como otra usando una base segura. Los observadores, a partir de la década de 1940, se centraron en la ansiedad mostrada por bebés y los niños regazos amenazados por la separación de un cuidador familiar.
Otra teoría que prevalece en el momento del desarrollo de la teoría del apego de Bowlby fue la teoría de la «dependencia». Propuso que los bebés eran dependientes de cuidadores adultos, pero superaban la dependencia durante la primera infancia, el comportamiento de apego en niños mayores sería, por lo tanto, visto como regresivo. La teoría del apego presupone que los niños mayores y los adultos conservan conductas de apego, mostrándolas en situaciones de estrés. De hecho, un vínculo seguro está asociado al comportamiento exploratorio en vez de la dependencia. Bowlby desarrolló la teoría del apego a raíz de su insatisfacción con las existentes teorías sobre las primeras relaciones.

### Privación materna
La idea inicial de la escuela psicoanalítica de la relación de los objetos, especialmente de Melanie Klein, influenció a Bowlby. Sin embargo, estaba profundamente en desacuerdo con la creencia psicoanalítica predominante de que las reacciones de los bebés se relacionan con su vida de fantasía interna en lugar de con los acontecimientos de la vida real. Bowlby formuló sus conceptos influenciados por los estudios de casos de los delincuentes y los niños con trastornos como las de William Goldfarb, publicado en 1943 y 1945.

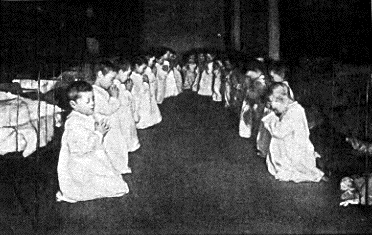
Momento de oración en la residencia infantil Five Points Cámara de Industria, 1888. La hipótesis de la privación materna publicado en 1951 provocó una revolución en el uso de guarderías residenciales.

El contemporáneo de Bowlby, René Spitz observó la tristeza de los niños separados, proponiendo que los resultados «psicotóxicos» eran causados por las experiencias inapropiadas de cuidadores prematuros. Una fuerte influencia fue el trabajo de la psicoanalista y asistente social James Robertson que filmó los efectos la separación de los niños en un hospital. Él y Bowlby trabajaron juntos en el documental de 1952 A Two-Year Old Goes to the Hospital (A los dos años se va al hospital), que fue fundamental en la campaña para alterar las restricciones hospitalarias respecto a las visitas de los padres.
En su monografía para la Organización Mundial de la Salud, escrita en 1951, Cuidado Maternal y Salud Mental, Bowlby presentó la hipótesis de que «el recién nacido y el niño deben experimentar una relación continua, íntima y cálida, con su madre (o madre sustituta permanente) en el que ambos puedan encontrar tanto satisfacción como placer», cuya falta puede acarrear consecuencias significativas e irreversibles para la salud mental. En este artículo también se publicó bajo el nombre «Cuidado Infantil y el Crecimiento del Amor» para el consumo público. La propuesta central fue influyente pero muy controversial. En la época, había datos empíricos y limitados y ninguna teoría completa para explicar esta conclusión. Sin embargo, la teoría de Bowlby despertó considerable interés en la naturaleza de las relaciones iniciales, dando un fuerte impulso a (en las palabras de Mary Ainsworth) un «gran cuerpo de investigación» en un área muy difícil y compleja. El trabajo de Bowlby (y las películas de Robertson) causaron una revolución virtual en las visitas hospitalarias por sus padres, provisión del hospital para la diversión de los niños, las necesidades sociales y educativas y el uso de viveros residenciales. Con el tiempo, los orfanatos fueron abandonados en favor de las casas de estilo familiar o la adopción provisoria en los países más desarrollados.

### Formulación de la teoría
Posteriormente a la publicación de Cuidado materno y salud mental, Bowlby buscó una nueva comprensión en los campos de la biología evolutiva, la etología, la psicología del desarrollo, la ciencia cognitiva y la teoría de los sistemas de control. Formuló la proposición innovadora de que los mecanismos subyacentes a la relación emocional entre un recién nacido con su(s) cuidadores(s) surgió como resultado de la presión evolutiva. Comenzó a diseñar una teoría de motivación y control del comportamiento edificada bajo la luz de la ciencia en lugar de bajo el modelo de la energía psíquica de Freud. Bowlby argumentó que, con la teoría del apego, había terminado con la «falta de datos y la falta de una teoría para vincular la causa y el efecto»" de Cuidado materno y salud mental.

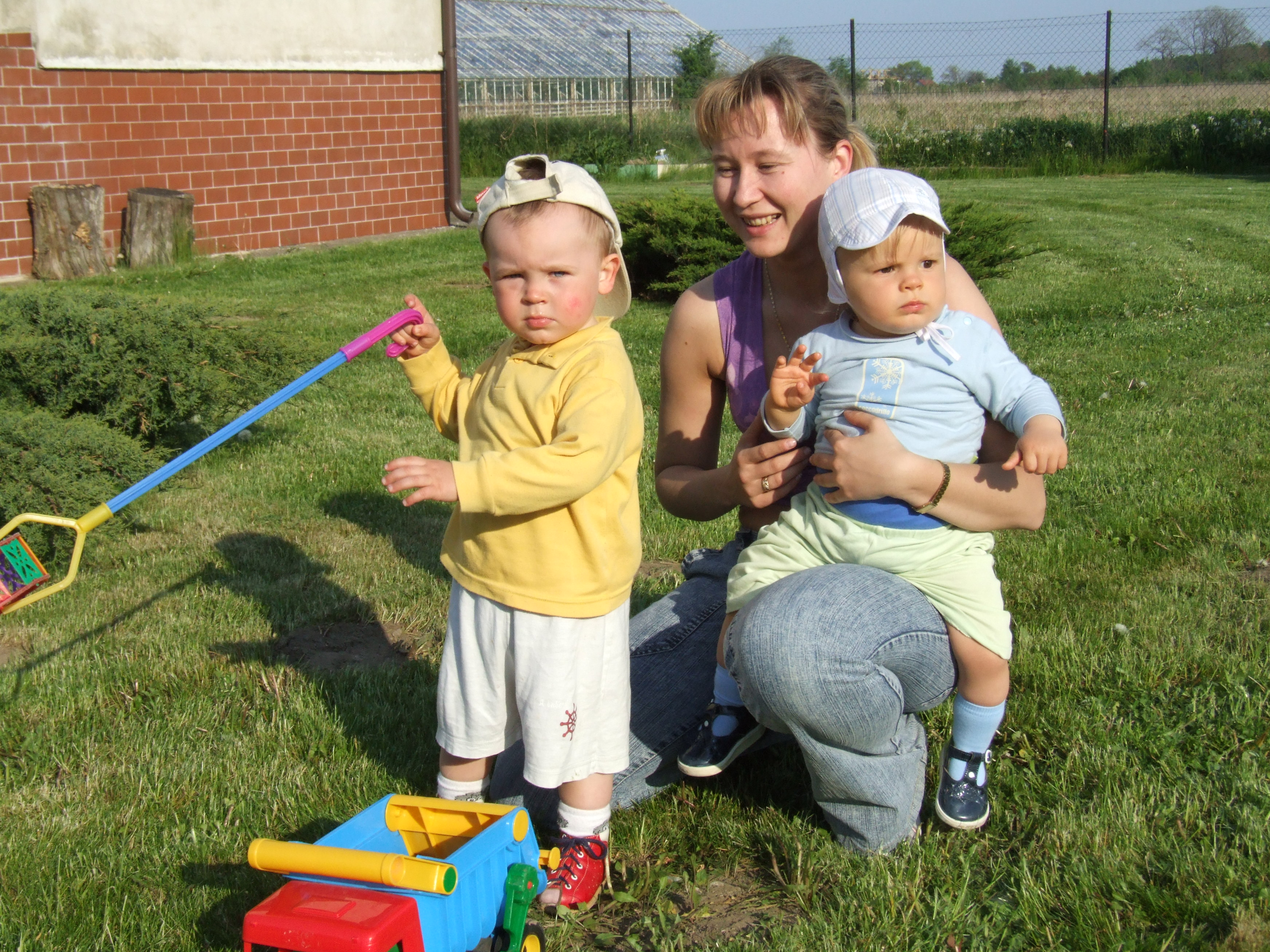
La exploración infantil es mayor cuando el cuidador está presente, con el cuidador presente, el sistema de apego del niño es relajado y él tiene la libertad de explorar.

El origen formal de la teoría comenzó, en 1958, con la publicación de dos artículos, siendo el primero «La naturaleza del vínculo de los niños con su madre» de Bowlby, en el que se introdujeron los conceptos precursores «apego». El segundo fue «La naturaleza del amor», de Harry Harlow. Este último se basa en experimentos que mostraban las crías de monos rhesus pareciendo formar un vínculo emocional con madres adoptivas que no ofrecían comida, pero no formaban con madres adoptivas que proporcionaron una fuente de alimento, pero fueron menos comprensivos al tacto. Bowlby publicó, a continuación, dos artículos: «Ansiedad de separación» (1960), y «Dolor y luto en la primera infancia» (1960b). Al mismo tiempo, su colega Mary Ainsworth, con las teorías etológicas de Bowlby en mente, estaba completando sus extensos estudios observacionales sobre la naturaleza de los vínculos en bebés, en Uganda. La teoría del apego se presentó finalmente en 1969 en Apego, el primer volumen de la trilogía Apego y pérdida. El segundo y el tercer volumen, Separación: ansiedad y rabia y Pérdida: tristeza y depresión, se presentaron en 1972 y 1980 respectivamente. Apego fue revisado en 1982 para incorporar investigación posterior.
La teoría del apego se produjo en un momento en que las mujeres estaban reclamando sus derechos a la igualdad y a la independencia, dándole a las madres una nueva causa de ansiedad. La teoría del apego en si no es específica en cuanto al género, pero en la sociedad occidental las madres eran, en gran parte, quienes asumían la responsabilidad del cuidado de los niños en sus primeros años. Por lo tanto, la falta de atención adecuada a los niños fue atribuida a las madres, a pesar de la nueva organización social que las dejó sobrecargadas. La oposición a la teoría del apego se unió en torno a esta cuestión. Las feministas ya habían criticado la suposición de que la anatomía es el destino, que ellas la veían implícita en la hipótesis de la privación materna.

#### Etología
La atención de Bowlby se dirigió principalmente a la etología cuando leyó una publicación en forma de borrador de Konrad Lorenz en 1952 (aunque Lorenz ya había publicado un trabajo anterior). Otras influencias importantes fueron etólogos Nikolaas Tinbergen y Robert Hinde. Bowlby posteriormente colaboró con Hinde. En 1953, Bowlby afirmó que «ha llegado el momento de la unificación de los conceptos psicoanalíticos con los de la etología, y para perseguir una rica veta de investigación que sugiere esta unión». Konrad Lorenz examinó el fenómeno de «impronta», un comportamiento característico de algunas aves y mamíferos que implica el aprendizaje de reconocimiento instantáneo por el individuo de un objeto comparable o conespecífico. Después del reconocimiento pasó a ser una tendencia a seguir.

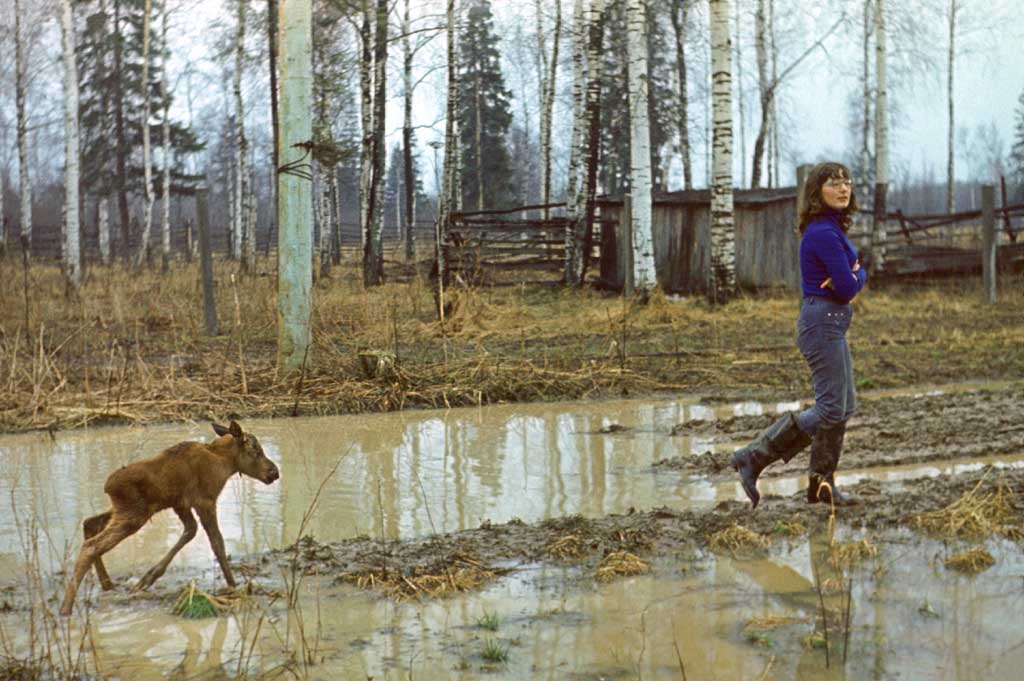
Este crío de alce amamantado por botella desarrolló un vínculo con su cuidador.

El aprendizaje solo es posible dentro de un rango limitado de edad conocido como período crítico. Los conceptos de Bowlby incluían la idea de que el apego implicaba aprender con la experiencia durante un período limitado de edad, influenciado por el comportamiento de los adultos. No se aplica el concepto de acuñación en su totalidad apego el apego humano. Sin embargo, consideró que la conducta de apego se explica mejor con instintivo, combinado con el efecto de la experiencia, haciendo hincapié en la disponibilidad que el niño trae a las interacciones sociales. Con el tiempo, se hizo evidente que había más diferencias que similitudes entre la teoría del apego y la acuñación, por lo que la analogía fue descartada.
Los etólogos expresaron su preocupación por la adecuación de algunas investigaciones que la teoría del apego se basó principalmente en la generalización de los seres humanos a partir de estudios con animales. Schur, discutiendo el uso del concepto etológico de Bowlby (pre-1960), comentó que los conceptos utilizados en la teoría del apego no fueron acompañados de cambios en la etología en sí. Ciertos etologistas y otros escritores en los años 1960 y 1970 cuestionaron y expandieron los tipos de comportamiento usados con indicadores de apego. Estudios observacionales en niños en ambientes naturales proporcionan otros comportamientos que podían indicar apego; por ejemplo, situar a una madre predecible distancia sin esfuerzo de su parte y recoger objetos pequeños, llevarlos a la madre, pero no para otros. Aunque los etólogos tendían a estar de acuerdo con Bowlby, presionaron para más datos, oponerse a los psicólogos que escribieron como si hubiera una «entidad llamada 'apego', que existe más allá de las medidas observables». Robert Hinde considera el término «sistema conductual del apego» adecuado para no ofrecer los mismos problemas, «porque se refiere a los sistemas de control postulados que determinan las relaciones entre los diferentes tipos de comportamiento».

#### Psicoanálisis

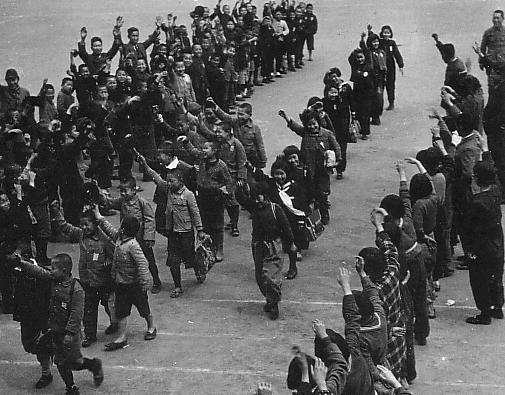
Evacuación de la sonrisa de los niños en la escuela japonesa durante la Segunda Guerra Mundial, el libro Road to Catastrophe (Camino a la catástrofe).

Los conceptos psicoanalíticos influenciaron la visión sobre el apego de Bowlby, en particular, las observaciones hechas por Anna Freud y Dorothy Burlingham de los niños separados de sus cuidadores durante la Segunda Guerra Mundial. Sin embargo, Bowlby rechazó las explicaciones psicoanalíticas para los vínculos en recién nacidos, incluyendo la «teoría de la pulsión», donde la motivación para el apego se deriva de la satisfacción del hambre y los impulsos libidinosos. Él llamó a esto teoría del «amor egoísta». En su opinión, el psicoanálisis falló por no ver el apego como un vínculo psicológico en su propio derecho, sino como un instinto derivado de la alimentación o de la sexualidad. Basándose en las ideas primarias de apego y en el neo-darwinismo, Bowlby identificó lo que él vio como fallas fundamentales en el psicoanálisis. En primer lugar, el énfasis excesivo de los peligros internos en lugar de amenaza externa. En segundo lugar, la visión del desarrollo de la personalidad a través de «fases» lineales, con "«regresión» a puntos fijos que representan angustia psicológica. En su lugar, se postula que innumerables líneas de desarrollo eran posibles, el resultado de cada una dependía de la interacción entre el organismo y el medio ambiente. En cuanto a la fijación, esto significa que aunque un niño en desarrollo tenga una propensión a formar vínculos, la naturaleza de estos vínculos depende del ambiente en el que cada niño está expuesto.
Desde el comienzo del desarrollo de la teoría del apego se criticó la falta de congruencia con las diversas ramas del psicoanálisis. Decisiones de Bowlby lo dejaron expuesto a una encarnada crítica de los pensadores que trabajaron con problemas similares. Bowlby fue efectivamente suspendido de la comunidad psicoanalítica.

#### Modelo interno de trabajo
Bowlby adoptó el importante concepto de modelo interno de trabajo de relaciones sociales de la obra del filósofo Kenneth Craik. Craik había notado la capacidad de adaptación de la habilidad del pensamiento de predecir eventos. Resaltó el valor de selección de supervivencia y de selección natural de esta habilidad. De acuerdo con Craik, ocurre la predicción cuando se utiliza un «modelo de pequeña escala» que consta de eventos cerebrales para representar no solo el medio ambiente externo, sino también posibles acciones del individuo. Este modelo le permite a la persona experimentar alternativas mentalmente, utilizando el conocimiento del pasado para responder al presente y al futuro. Al mismo tiempo Bowlby estaba aplicando las ideas de Craik al apego, otros psicólogos estaban aplicando estos conceptos a la percepción adulta y a la cognición.

#### Cibernética
La teoría de los sistemas visibles (cibernética), desarrollada durante los años 1930 y 1940, influyó el pensamiento de Bowlby. La necesidad del niño pequeño de proximidad de la figura de apego era vista como un equilibrio homeostático con la necesidad de la exploración. Bowlby este proceso comparó con la homeostasis fisiológica, mediante el cual, por ejemplo, la presión sanguínea se mantiene dentro de los límites. La distancia mantenida por el niño varía cuando se cambia el balance de las necesidades. Por ejemplo, la llegada de un extraño o una lesión, podría hacer que el niño a buscar la proximidad. El propósito de que el niño no es un objeto (el cuidador) sino un estado; mantener la distancia deseada del cuidador depende de las circunstancias.

#### Desarrollo cognitivo
La confianza de Bowlby en la teoría del desarrollo cognitivo de Jean Piaget dio origen a cuestiones sobre la permanencia del objeto (la habilidad de recordar un objeto que está temporalmente ausente) en comportamientos de apego iniciales. La capacidad de un recién nacido de diferenciar entre extraños y reaccionar a la ausencia de la madre parecía ocurrir meses antes de lo que Piaget sugeriría sería cognitivamente posible. Más recientemente, se ha notado que la comprensión de la representación mental ha avanzado mucho desde los tiempos de Bowlby haciendo que las opiniones actuales sean más específicas que las del tiempo de Bowlby.

#### Conductismo
En 1969, Gerwitz debatió cómo la madre y el niño podrían proveerse mutuamente con experiencias de refuerzo positivas a través de la atención mutua, y de ese modo, aprenden a estar juntos. Esta explicación sería innecesario postular características humanas innatas que promueven el apego. La teoría del aprendizaje (conductismo) vio al apego como un remanente de dependencia con la calidad de la vínculo siendo simplemente una respuesta a las señales del cuidador. Los conductistas vieron los comportamientos como el llanto como una actividad aleatoria y sin significado hasta ser consolidado por la reacción de un cuidador. Para los conductistas, las respuestas más frecuentes resultan más en llanto. Para los teóricos del apego, el llanto es un comportamiento de apego innato a la que el cuidador debe responder si el niño se está desarrollando la seguridad emocional. Las respuestas conscientes producen seguridad que aumenta la autonomía, lo que resulta en menos llanto. La investigación de Ainsworth en Baltimore apoyó la posición de los teóricos del apego.
En general, los conductistas discrepan con esta interpretación. Aunque usen una serie de análisis diferentes, afirman que el comportamiento de los recién nacidos como una protesta contra la separación resulta, principalmente, de experiencias de condicionamiento operante del aprendizaje. Cuando una madre está instruida para ignorar el llanto y reacciona únicamente a la conducta de juego, el bebé para de protestar y se compromete en repetir el comportamiento lúdico. La «ansiedad de separación» resultante de tales interacciones es vista como un comportamiento aprendido, derivado de contingentes fuera de lugar. Tales contingentes pueden representar la ambivalencia por parte del padre o de la madre, que es, entonces, agotado en el condicionamiento operante. Los conductistas ven el apego más como un fenómeno de sistemas que como una predisposición biológica. El grupo de Patterson ha demostrado que, en ambientes inciertos, la falta de relaciones contingentes puede dar lugar a problemas en vínculos y la sensibilidad a las contingencias. En la última década, los analistas del comportamiento han construido modelos de apego basados en la importancia de las relaciones contingentes. Estos modelos analíticos de comportamiento han recibido algún tipo de apoyo de investigaciones y revisiones meta-analíticas.

#### Desarrollos
Con el progreso de la formulación de la teoría del apego, hubo críticas al apoyo empírico de la teoría. Se propusieron posibles explicaciones alternativas para los resultados de la investigación empírica. Algunas de las interpretaciones de los datos Bowlby James Robertson fueron rechazadas por el investigador al presentar los datos de 13 niños tratados en circunstancias ideales en lugar de en circunstancias institucionales sobre la separación de sus madres. En el segundo volumen de la trilogía, Separación, Bowlby reconoció que el estudio de Robertson hizo que cambiara sus opiniones sobre las consecuencias traumáticas de la separación, sobre las cuales se ha dado insuficiente gravedad a la influencia especializada por un sustituto conocido. En 1984, Skuse firmó sus críticas sobre el trabajo de Anna Freud con niños de Theresienstadt, que al parecer se desarrollaron relativamente normal, a pesar de grave privación en sus primeros años. Llegó a la conclusión de que había una excelente pronóstico para los niños que habían sufrido, a menos que había factores de riesgo biológicos o genéticos.
Los argumentos de Bowlby de que incluso los bebés muy jóvenes eran criaturas sociales y protagonistas de la creación de relaciones con sus padres llevó un tiempo para ser aceptada. También lo fue el énfasis en la importancia de Ainsworth y la primacía de la armonización materna para el desarrollo psicológico (hecho que también apoya Donald Winnicott). En la década de 1970, Daniel Stern realizó una investigación sobre el concepto de sintonía entre los recién nacidos y cuidadores muy jóvenes, usando microanálisis de pruebas de vídeo. Esta investigación contribuyó significativamente a la comprensión de la complejidad de las interacciones entre el recién nacido / cuidador como una parte integral del desarrollo social y emocional de un bebé.
En la década de 1970, los problemas de visualización de la vinculación como un rasgo (característica estable de una persona) en vez de como un tipo de comportamiento con funciones y resultados organizados, llevaron a algunos autores a la conclusión de que los comportamientos de apego eran mejor entendidos en términos de sus funciones en la vida del niño. Este modo de pensar vio el concepto de la base segura como elemento central de la teoría del apego, y lógica, coherencia y estatus como la construcción organizacional. Siguiendo este argumento, se examinó la suposición de que el vínculo se expresa de forma idéntica en todos los seres humanos en distintas culturas. La investigación ha demostrado que, si bien existen diferencias culturales, los tres patrones básicos (seguro, evitativo y ambivalente) se puede encontrar en todas las culturas en las que se realizaron los estudios, incluso cuando los alojamientos comunitarios eran norma.

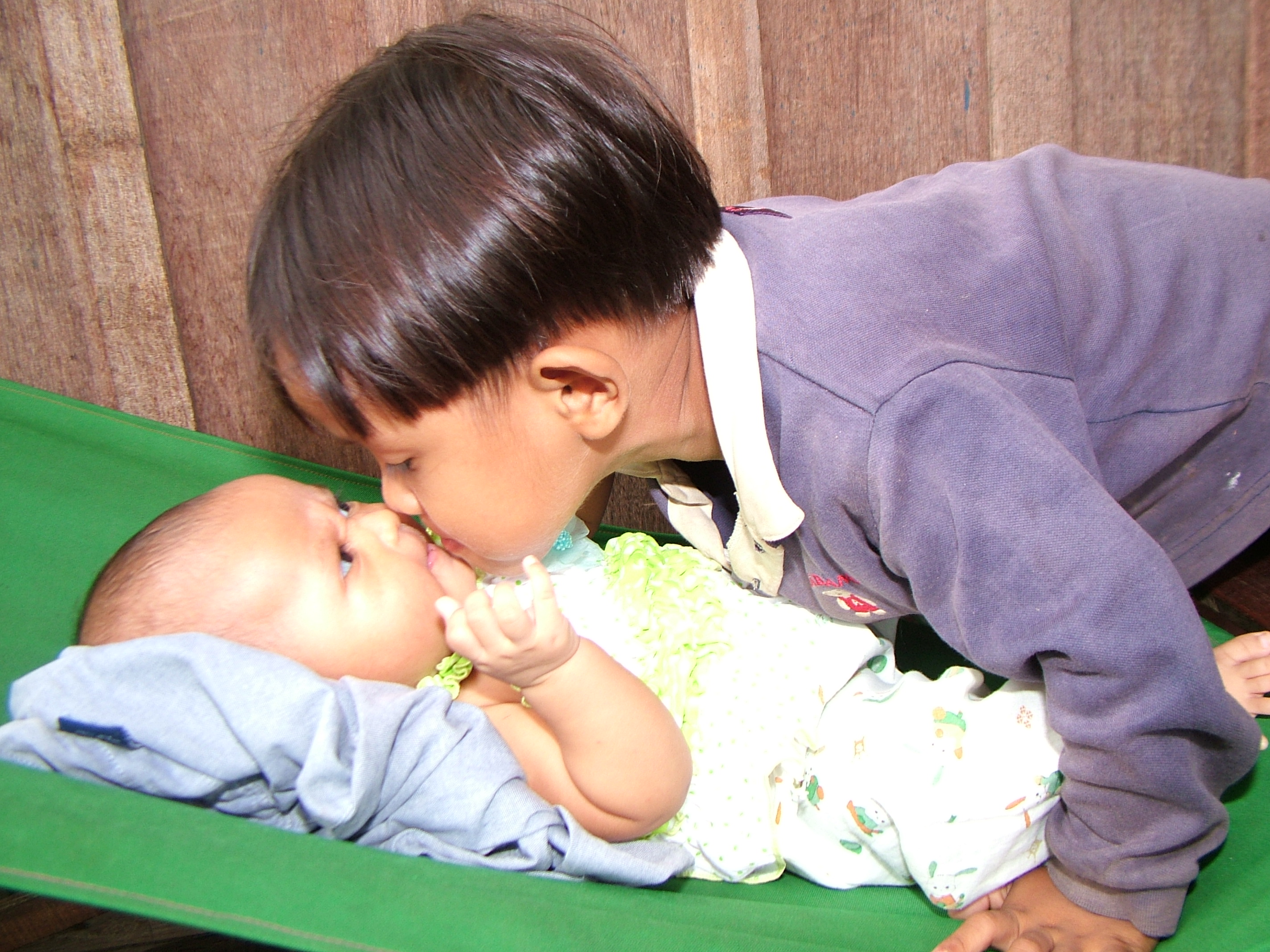
La investigación indica que las distribuciones de los patrones de apego son consistentes en todas las culturas, pero la forma en que se expresa la unión puede ser diferente.

La selección del patrón seguro se encuentra en la mayoría de los niños entre las culturas estudiadas. Esto es consecuencia lógica del hecho de que la teoría del apego ofrece a los recién nacidos adaptarse a los cambios en el ambiente, seleccionando estrategias ideales de comportamiento. La manera como se expresa el apego muestra las variaciones culturales que necesitan ser comprobadas antes de que se pueden realizar los estudios, por ejemplo, los niños gusii son recibidos con un apretón de manos en lugar de un abrazo. Los niños Gusii bajo el padrón seguro anticipan y buscan por este contacto. También hay diferencias en la distribución de los patrones inseguros basados en diferencias culturales en la crianza de los hijos.
El mayor desafío para la noción de la universalidad de la teoría del apego provino de estudios realizados en Japón, donde el concepto de amae juega un papel destacado en la descripción de las relaciones familiares. Los argumentos giraban en torno a la adecuación de utilizar el procedimiento de la situación extraña donde se practica amae. En última instancia, la investigación tiende a confirmar la hipótesis de la universalidad de la teoría del apego. Más recientemente, un estudio de 2007 realizado en Sapporo, Japón, encontró distribuciones consistentes de apego acuerdo con normas globales utilizando el sistema de puntuación para la clasificación de apego de Main y Cassidy para niños de seis años.
Los críticos de la década de 1990 como J. R. Harris, Steven Pinker y Jerome Kagan se ocupan en general del concepto de determinismo infantil (innato o adquirido), haciendo hincapié en los efectos de la experiencia después de la personalidad. Basado en el trabajo de Stella Chess sobre el temperamento, Kagan rechazó casi todos los casos en los que se basó la etiología de la teoría del apego. Argumentó que la herencia era mucho más importante que los efectos transitorios del entorno inicial. Por ejemplo, un niño con un temperamento difícil no causaría respuestas de comportamiento de un cuidador sensible. El debate ha generado mucha investigación y análisis de datos procedentes de un número creciente de estudios longitudinales. La investigación posterior no ha confirmado el argumento de Kagan, demostrando ampliamente que es el comportamiento cuidador que forma el estilo de apego del niño, pero como se expresa este estilo pueden variar con el temperamento. Harris y Pinker tuvieron la idea de que la influencia de los padres ha sido muy exagerada, argumentando de que la socialización se produce principalmente en los grupos de pares. H. Rudolph Schaffer concluyó que los padres y los compañeros tienen diferentes funciones, cumpliendo papeles distintivos en el desarrollo de los niños.

### Desarrollos recientes
Considerando que Bowlby se inspiró en las ideas de Jean Piaget sobre el pensamiento de los niños, los teóricos actuales utilizan pensamientos de la literatura contemporánea en el conocimiento implícito, teoría de la mente, memoria autobiográfica y representación social. Los psicoanalistas / psicólogos Peter Fonagy y Mary Target han intentado llevar la teoría del apego y el psicoanálisis a través de la ciencia cognitiva como la mentalización. Dicha mentalización, o la teoría de la mente, es la capacidad del ser humano de adivinar con cierta precisión los pensamientos, las emociones y las intenciones están detrás de las conductas tan sutiles como las expresiones faciales. Esta conexión entre la teoría de la mente y el modelo interno de trabajo puede abrir nuevas áreas de estudio, llevando a alteraciones en la teoría del apego. Desde finales de 1980, ha habido un acercamiento entre la teoría del apego y el psicoanálisis, basada en un campo común, elaborado por investigadores y teóricos del apego, y un cambio en lo que los psicoanalistas consideran central para el psicoanálisis. Los modelos de la relación entre objetos que la necesidad autónoma por una relación han convertido dominantes están vinculados a un reconocimiento cada vez mayor dentro del psicoanálisis de la importancia del desarrollo infantil en el contexto de las relaciones y representaciones internalizadas. El psicoanálisis ha reconocido la naturaleza formativa de un ambiente en el que el niño se desarrolla precozmente, incluida la cuestión de trauma infantil. Una exploración psicoanalítica basada en el sistema de apego y un abordaje para el seguimiento clínico sugirió junto con el reconocimiento de la necesidad de medir los resultados de las intervenciones.

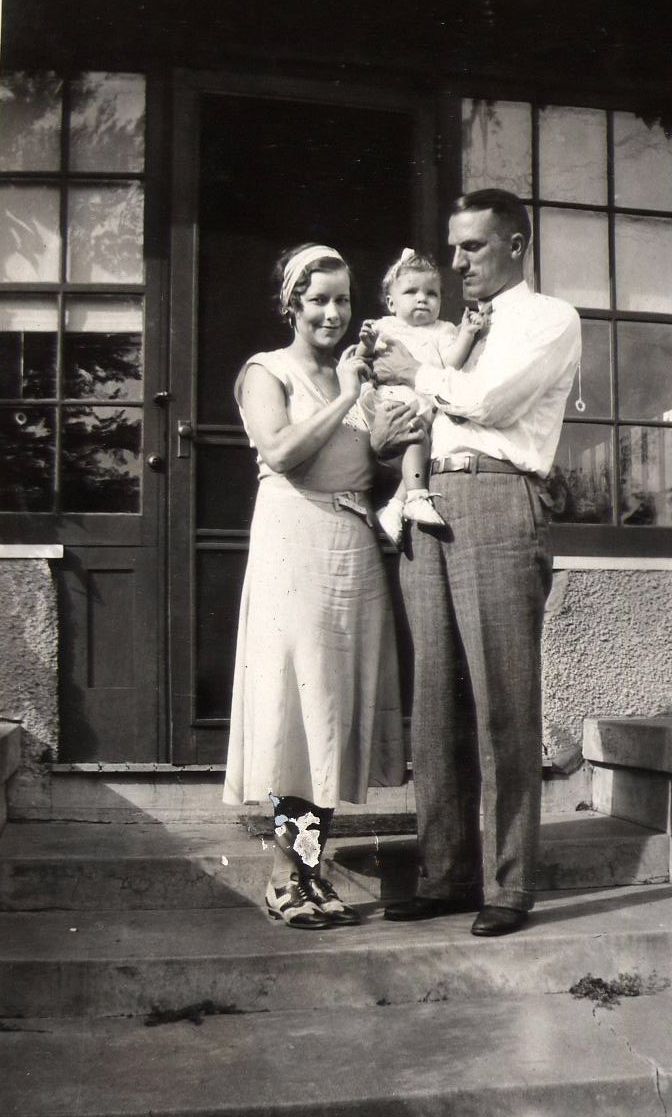
Teniendo en cuenta la unión de las culturas no occidentales, los autores han observado una conexión de la teoría del apego con los patrones familiares occidentales y de cuidado infantil característicos de la época de Bowlby.

Uno de los objetivos de la investigación ha sido la dificultad de los niños cuya historia de apego fuese pobre, incluyendo aquellos con una vasta experiencia de cuidado no parental. La preocupación por los efectos del cuidado infantil durante la llamada «guerra de las guarderías» de finales del siglo XX, durante la cual algunos autores subrayaron los efectos perniciosos de las guarderías. Como resultado de esta controversia, la formación de profesionales de cuidado de niños ha procedido a resaltar las cuestiones de vínculo afectivo, incluyendo la necesidad de construir una relación por la designación de un niño a un cuidador específico. Aunque solo las organizaciones de cuidados infantiles de alto estándar son capaces proporcionar esto, a la fecha (2014), los recién nacidos reciben atención en esas condiciones propicias para el apego más que en el pasado.
Otra área significativa de la investigación y el desarrollo ha sido la conexión entre el patrón de apego problemático, particularmente el apego desorganizado, y el riesgo de futuras psicopatologías. Una tercera área ha sido el efecto en el desarrollo del niño con poca o ninguna oportunidad de formar cualquier vínculo en sus primeros años. Un experimento natural permitió un amplio estudio de los problemas de apego, cuando los investigadores acompañaran a miles de huérfanos rumanos adoptados por familias occidentales tras el fin del régimen de Nicolae Ceauşescu. El Equipo de estudio de adoptados Ingleses y Rumanos, liderado por Michael Rutter, acompañó a algunos de los niños hasta la adolescencia, tratando de desentrañar los efectos de apego, adopción, nuevas relaciones, problemas físicos y médicos asociados al comienzo de sus vidas. Los estudios de estos niños adoptados, cuyas condiciones iniciales eran impactantes, dieron motivos para ser optimistas, ya que muchos niños se han desarrollado muy bien. Los investigadores señalaron que la separación de los familiares es solo uno de muchos factores que ayudan a determinar la calidad del desarrollo. A pesar de que se han encontrado las tasas más altas de patrones atípicos de apego inseguro en nativos y en los recién adoptados, el 70 % de los niños adoptados más tarde no mostraban comportamientos agudos o graves de trastorno de apego.
Teniendo en cuenta el vínculo en culturas no occidentales, los autores han notado una conexión de la teoría del apego con los patrones familiares occidentales y de cuidado infantil característicos de la época de Bowlby. Al igual que la experiencia de los niños acerca del cuidado cambia, lo mismo ocurre con las experiencias relacionadas al apego. Por ejemplo, los cambios en las actitudes hacia la sexualidad femenina ha aumentado considerablemente el número de niños que viven con madres solteras o que son cuidados fuera del hogar mientras sus madres trabajan. Este cambio social ha hecho que sea más difícil para las personas sin hijos a adoptar niños en sus propios países. Ha habido un aumento en el número de adopciones de niños mayores y fuentes en los países en desarrollo. Adopciones y nacimientos por parte de parejas del mismo sexo han aumentado en número y ganado protección legal, respecto a época de Bowlby. Se han planteado en el sentido de que el modelo característico diádica de la teoría del apego no puede hacer frente a la complejidad de las experiencias sociales de la vida real, ya que los recién nacidos tienen, muchas veces, múltiples relaciones dentro de la familia y en ambiente de cuidado infantil. Se sugiere que estas múltiples relaciones influencian uno al otro mutuamente, al menos dentro de una familia.
Los principios de la teoría del apego se han utilizado para explicar el comportamiento social de los adultos, incluyendo apareamiento, la dominación social y las estructuras jerárquicas de poder, coaliciones de grupos, y negociación de reciprocidad y justicia. Aquellas explicaciones se han utilizado para proyectar la de diseño en el cuidado de los padres, y han tenido mucho éxito en el proyecto de programas de prevención de abuso.

## Biología del apego
La teoría del apego propone que la calidad del cuidado del principal cuidador, por lo menos, es la clave para el apego seguro o inseguro. En los estudios longitudinales, se han realizado investigaciones psicofisiológicas sobre la biología del apego. Las investigaciones comenzaron a incluir la genética del comportamiento y conceptos de temperamento. En general, el temperamento y el apego constituyen diferentes áreas de desarrollo, pero los aspectos de ambos contribuyen a una serie de resultados tanto inter como intrapersonales. Algunos tipos de temperamento pueden hacer algunas personas susceptibles a la tensión de las relaciones imprevisibles y hostiles con los cuidadores durante los primeros años. En ausencia de cuidadores disponibles y sensibles, parece que algunos niños son particularmente vulnerables a desarrollar trastornos de apego.
En investigaciones psicofisiológicas sobre el apego, las dos principales áreas estudiadas han sido las reacciones autónomas, tales como la frecuencia cardíaca o respiración, y la actividad del eje hipotálamo-hipofisario-adrenal. Se midieron las reacciones psicológicas de los recién nacidos durante el procedimiento de la Situación Extraña, buscando diferencias individuales en el temperamento infantil y en la medida en que el apego actúa como moderador. Existe alguna evidencia de que la calidad del cuidado da forma el desarrollo de los sistemas neuronales que regulan el estrés.
Otra cuestión es el papel de los factores genéticos implicados en la formación de vínculos: por ejemplo, un tipo de polimorfismo del gen receptor D2 de dopamina se ha relacionado al apego ansioso y otro gen 5-HT de serotonina, con apego evitativo. Esto sugiere que la influencia de la atención materna en la seguridad del apego no es la misma para todos los niños. Una base teórica para ello es que tiene sentido, biológicamente hablando, para los niños, variar en su susceptibilidad a la influencia de la creación.

## Aplicaciones prácticas
Como una teoría del desarrollo socioemocional, la teoría del apego tiene implicaciones y aplicaciones prácticas en la política social, en las decisiones sobre el cuidado y el bienestar de los niños y la salud mental.

### Políticas en el cuidado de niños
Las políticas sociales relacionadas al cuidado de los niños fueron la fuerza motriz del desarrollo de la teoría del apego de Bowlby. La dificultad reside en la aplicación de conceptos de apego a la política y a la práctica. Esto se debe a que la teoría hace hincapié en la importancia de continuidad y sensibilidad en las relaciones de cuidado en vez de un enfoque behaviorista de estímulo o refuerzo de los comportamiento del niño. En 2008, Charles H. Zeanah y sus colegas señalaron que «apoyar las primeras relaciones entre padres e hijos es una meta cada vez más importante de los profesionales de salud mental, proveedores de servicio a la comunidad y formuladores de políticas (...) La teoría del apego y la investigación han generado importantes descubrimientos sobre el desarrollo infantil y estimuló la creación de programas para apoyar a las primeras relaciones entre padres e hijos».
Históricamente, la teoría tiene implicaciones políticas importantes para los niños hospitalizados o institucionalizados, y para aquellos en guarderías de mala calidad. Existe controversia sobre si el cuidado no maternal, sobre todo en contextos grupales, tiene efectos perjudiciales en el desarrollo social. Se desprende de la investigación que la atención de mala calidad conlleva riesgos, pero que aquellos que experimentan un cuidado alternativo de buena calidad lo afrontan bien, a pesar de que es difícil proporcionar una buena calidad de atención individualizada en ambientes grupales.
La teoría del apego también puede orientar decisiones en el servicio social y procesos judiciales de acogimiento o de otras colocaciones. Teniendo en cuenta las necesidades del apego del niño, la teoría puede ayudar a determinar el nivel de riesgo que representan las opciones de posicionamiento. En el ámbito de la adopción, el cambio de las adopciones «cerradas» a las «abiertas» y se espera la importancia de la búsqueda de los padres biológicos basada en la teoría del apego. Muchos investigadores en el campo fueron fuertemente influenciados por ella.

### Práctica clínica en niños
Aunque la teoría del apego se haya convertido en una importante teoría científica del desarrollo socioemocional con una de las más amplias y profundas líneas de investigación de la psicología moderna, había sido, hasta hace poco, menos utilizada en la práctica clínica que las teorías con menos apoyo empírico.

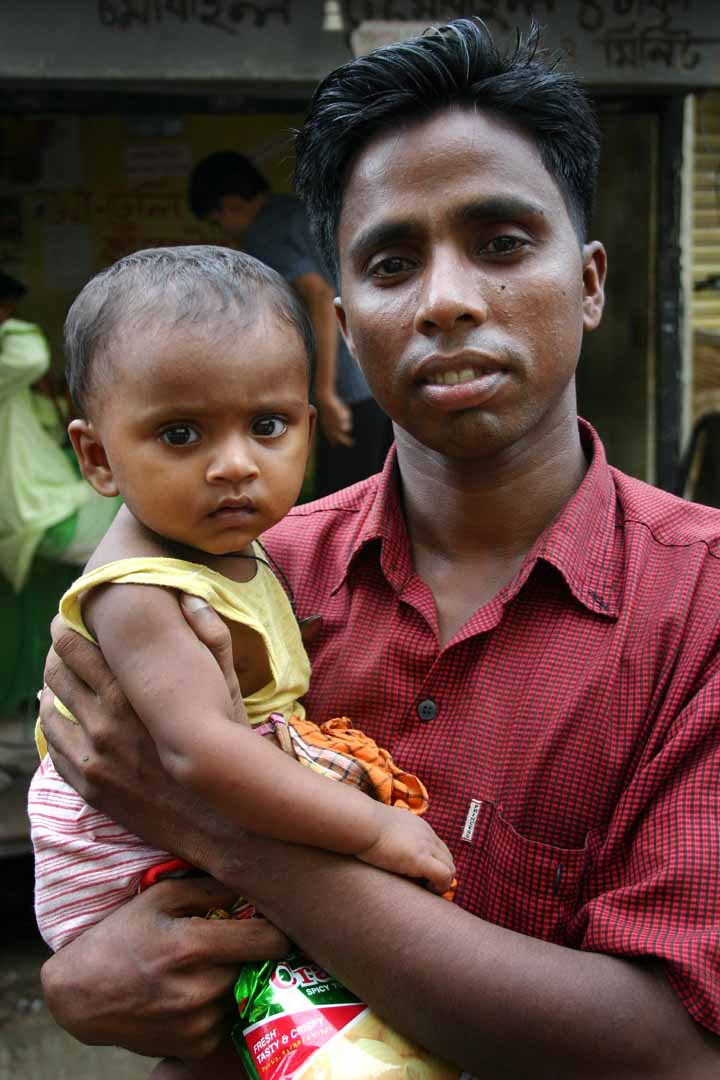
En los primeros meses de vida, los bebés direccionan las conductas de apego a cualquiera que esté cerca. Conforme se desarrolla el apego, también lo hace la cautela con los extraños.

Esto puede haber sido en parte debido a la falta de atención a la aplicación clínica por el propio John Bowlby y en parte a los significados más amplios de la palabra «apego» utilizado entre los profesionales. También es una posible causa la asociación equivocada de la teoría del apego con las intervenciones pseudocientíficas erróneamente conocidas como «terapia de apego».

#### Prevención y tratamiento
En 1988, Bowlby publicó una serie de conferencias indicando cómo podría utilizarse la teoría del apego en la comprensión y en el tratamiento de los trastornos de la infancia y de la familia. Su enfoque del cambio fueron los modelos internos de trabajo, y las conductas de relación de los padres con un interviniente terapéutico. Investigaciones en curso han dado lugar a una serie de tratamientos individuales y programas de prevención e intervención. Varían desde terapias individuales hasta intervenciones de salud pública para intervenciones destinadas a familias de acogida. Para los bebés y niños pequeños, la atención se centra en el aumento de la receptividad y de la sensibilidad del cuidador o, si esto no fuera posible, coloca al niño con un cuidador diferente. Siempre se incluye una evaluación del estado de apego o de las respuestas del cuidador, debido a que el apego es un proceso de dos vías, involucrando al comportamiento de apego y la respuesta del cuidador. Algunos programas están diseñados para fomentar intervenciones destinadas a familias de acogida ya que generalmente las conductas de apego de los bebés o niños con dificultades de apego no reciben respuestas adecuadas del cuidador.

#### Trastorno de apego y el trastorno de apego reactivo
Un patrón de apego atípico se considera un trastorno real, conocido como trastorno de apego reactivo, que es un diagnóstico psiquiátrico reconocido (CIE-10 F94.1/2 y DSM-IV-TR 313.89). La principal característica del trastorno de apego reactivo es un relacionamiento social inapropiado y marcadamente perturbado en la mayoría de los contextos, que comienza antes de los edad de cinco años, relacionada al cuidado patológico bruto. Hay dos subtipos, lo que refleja un patrón de apego desinhibido, y otro inhibido. Esto no es una descripción de estilos de apego inseguros, sin embargo aquellos estilos pueden ser problemáticos, en cambio, denota una falta de comportamientos de apego apropiados para la edad, que es equivalente a un trastorno clínico.
«Trastorno de apego» es un término ambiguo, que puede ser usado para referirse a un trastorno de apego reactivo o a los estilos de apego inseguro más problemáticos (aunque ninguno de estos sean trastornos clínicos). También puede ser usado para referirse al nuevo sistema de clasificación propuesto por los teóricos del área, y se utiliza dentro de la terapia de apego como una forma de diagnóstico. Se constató que una de las nuevas clasificaciones propuestas, la «distorsión de la base segura», se asocia al trauma del cuidador. Aunque el término «trastorno de vinculación reactiva» se aplica, a la fecha (2014) popularmente a dificultades de comportamiento percibidas que caen fuera de los criterios DSM o ICD, se cree que los casos de trastorno de apego reactivo no son frecuentes.

#### Práctica clínica en adultos y familias
Como la teoría del apego ofrece una visión amplia y de largo alcance del funcionamiento humano, ella puede enriquecer la comprensión de un terapeuta sobre sus pacientes, así como también la relación terapéutica, en lugar de dictar una forma particular de tratamiento. Algunas formas de terapia para adultos basada en el psicoanálisis —dentro del psicoanálisis relacional y de otros enfoques— también incorporan la teoría del apego y sus patrones. En la primera década de este siglo, los conceptos clave del apego se incorporaron en los modelos de terapia de pareja comportamental existentes, a la terapia familiar multidimensional y a la terapia familiar. Las intervenciones se centraron específicamente en el apego han sido desarrolladas, como la terapia familiar y la terapia basada en el apego centrada en las emociones (EFT).
La teoría del apego y la investigación establecieron bases para el desarrollo de la comprensión de la «mentalización» o la función reflexiva y su presencia, ausencia o distorsión en la psicopatología. La dinámica de una organización de apego de un individuo y su capacidad de mentalización pueden desempeñar un papel crucial en la capacidad de él siendo ayudado por el tratamiento.